# Towa Tei
Dong-Hwa Jung (鄭東和), alias Towa Tei (テイトウワ, Tei Tōwa), né le 7 septembre 1964, est un disc jockey japonais, de parents coréens. Il se fit remarquer pour la première fois, pour son travail de production, sur l'album des Jungle Brothers - Done by the Forces of Nature (1989).
1990, alors membre du trio de New Yorkais Deee-Lite, il fut projeté sur le devant de la scène grâce à un titre de renommée internationale Groove Is In the Heart. 2 albums après (World Clique (1990) et Infinity Within (1992)), Towa Tei quitta le groupe pour se concentrer sur sa carrière solo. Son premier LP Future Listening, un assemblage de sonorités bossa nova, jazz et dance, paraît en 1995. Sur son 2e album Sound Museum, paru en 1998, on peut noter une collaboration avec Kylie Minogue pour le titre GBI: German Bold Italic (en) (Initiales de German Bold Italic, type de police de caractère)(titre classé 20e et 63e dans les charts japonais et anglais, la voix de Bebel Gilberto fut également partie de cet album. En 1999, l'album Last Century Modern fut publié.
En 2005,  Towa Tei sorti un nouvel album Flash et un nouveau single avec la collaboration de Kylie Minogue Sometime Samurai, 6e dans les charts japonais.

## Discographie

### Albums
- 1995 Future Listening!
- 1998 Sound Museum
- 1999 Sweet Robots Against the Machine
- 1999 Last Century Modern
- 2004 Motivation Songs for Make Up
- 2005 Flash
- 2009 Big Fun
- 2011 Sunny
- 2012 Mach 2012
- 2013 Lucky
- 2015 Cute
- 2017 Emo